# Аткинсон, Кейт
Кейт Аткинсон (англ. Kate Atkinson; род. 20 декабря 1951[…], Йорк, Норт-Йоркшир) — британская писательница, драматург и автор новелл и романов. За достижения в литературе в 2011 году была награждена Орденом Британской империи.

## Биография
Кейт Аткинсон родилась в семье аптекаря в 1951 году. Семья жила в квартире над магазином отца Кейт. Начальное образование получила в частной школе, затем училась в школе-гимназии Королевы Анны в Йорке. Далее изучала английскую литературу в Университете Данди (Шотландия), где в 1974 году получила степень магистра и осталась при вузе чтобы изучать американскую литературу для докторантуры по теме диссертации «Постмодернистский американский рассказ в историческом контексте».
Потерпела неудачу на устном экзамене перед диссертационным комитетом. Хотя Аткинсон и было отказано в степени, изучение постмодернистских стилистических элементов американских писателей, таких как Курт Воннегут и Доналд Бартелм, повлияло на её дальнейшее творчество. С конца 1970-х годов и на протяжении большей части 80-х годов, после окончания университета, Кейт Аткинсон работала в различных сферах — от помощницы по хозяйству и секретаря юриста до воспитательницы и преподавателя, некоторые из её профессий позволяли ей использовать и развивать свои литературные навыки.
Аткинсон была замужем дважды. Две дочери — Ева и Хелен.

## Творческая деятельность
В 1981-82 годах Кейт Аткинсон начала писать короткие рассказы. Вскоре её краткая история «В Китае» выиграла конкурс в женском журнале Woman’s Own. Награда вдохновила её писать фантастические произведения для других изданий, включая Good Housekeeping и Daily Mail.
Первый написанный Аткинсон роман был трагикомедией «Музей моих тайн» (англ. Behind the Scenes at the Museum), роман состоял из небольших связанных единой сюжетной линией рассказов от лица главной героини Руби Леннокс, рассуждающей о жизни. Работа стала бестселлером и получила много литературных наград и премий.
В течение следующих лет писательница написала ещё несколько романов, которые обрели популярность среди читателей и получили хорошие отзывы критиков.
Начиная с 2004 Аткинсон начала писать серию детективных романов, главным героем которых является частный детектив Джексон Броуди. Первая книга серии вошла в короткий список премии Whitbread Book Award, а позже была экранизирована, роль Броуди сыграл британский актёр Джейсон Айзекс. Эта серия сделала писательницу всемирно известной.
Страстным поклонником и пропагандистом первых детективных романов Аткинсон является Стивен Кинг.

## Произведения

### Романы
- 1995 Музей моих тайн / Behind the Scenes at the Museum
- 1997 Человеческий крокет / Human Croquet
- 2000 Витающие в облаках / Emotionally Weird
- 2004 Преступления прошлого / Case Histories
- 2006 Поворот к лучшему / One Good Turn
- 2008 Ждать ли добрых вестей? / When Will There Be Good News?
- 2010 Чуть свет, с собакою вдвоём / Started Early, Took My Dog
- 2013 Жизнь после жизни / Life After Life
- 2015 Боги среди людей / A God in Ruins
- 2018 Хозяйка лабиринта / Transcription
- 2019 Большое небо / Big Sky

## Награды
- 1995 Whitbread Awards (Book of the Year), Behind the Scenes at the Museum
- 2009 Crime Thriller Award for The CWA Gold Dagger: When Will There Be Good News? (nominated)[7]
- 2009 British Book Awards , Richard and Judy Bookclub Winner, When Will There Be Good News?
- 2013 Costa Book Awards (Novel category), Life After Life[8]
- 2014 Walter Scott Prize shortlist for Life After Life[9]
- 2014 South Bank Sky Arts Award for Life after Life[10]
- 2015 Costa Book Awards (Novel category), A God In Ruins[11]